# Segor
Zoar, Zoara (o Segor, segons la traducció septuaginta de la bíblia) fou una ciutat cananea propera a la mar Morta, membre de la pentàpolis de la Mar Morta, o lliga de cinc ciutats: Adamà, Segor, Gomorra, Sodoma i Seboïm.
A la mitologia bíblica es diu també Bela, Bala o Balà (hebreu: בֶּלַע) Hauria sigut la única dels cincs ciutats que no hauria sigut destruïda, en l'operació Sodoma i Gomorra, com que Lot i sa família hi haurien trobat refugi.
No es coneix el seu lloc exacte. Flavius Josefus l'identifica amb Zoara d'Aràbia, al extrem sud de la mar Morta. El 1879 W.F. Birch va llançar la hipòtesi que l'excavació de Tell al-Shâghur (10 km al nord de la mar Morta) és l'històric Zoar. Altres llocs proposats van ser Khirbet al-Safish (5 km al sud de la mar Morta) ; també podria ser el llogaret de Lisan.
Després de la destrucció d'els quatre ciutats va sorgir a la zona el regne cananeu d'Arad, centrat a la ciutat d'aquest nom, que ha estat descoberta pels arqueòlegs.
A l'època romana pertanyia a la província d'Aràbia o Palestina Tertia. En l'organització administrativa de l'Església catòlica, és catalogada com a diòcesi titular.